# 维拉亚特
维拉亚特（阿拉伯语：‎），或译为维拉耶，源自阿拉伯语的一个行政区划名称词语。该词在阿拉伯语中称“‎”（wilayah），在波斯语中称“ولایت”（velâyat），在土耳其语中称“vilayet”，在乌尔都语中称“vilayat”；英语中一般翻译为“province”，少数会翻译为“governorate”；中文中一般翻译为“省”、“州”或“地区”等。该词源自阿拉伯词根“w-l-y”，意为“统治”，统辖维拉亚特的长官被称为“瓦利”（wāli，统治者）。

## 使用情况
在阿拉伯语中，“wilayah”被用来翻译美国行政区划中的“州”，美国的全称“美利坚合众国”（the American United States）被称为“‎”。伊拉克的一级行政区划称“‎”（Muhafazah），中文译为“省”，但伊拉克在部分场合也使用“‎”（wilayah）来指称这一区划。摩洛哥的一级区划称“大区”（region），其二级区划称“省”（province）或“地区”（prefecture），其二级区划也被称为“‎”（wilayah）。中亚的塔吉克斯坦、土库曼斯坦、乌兹别克斯坦均使用相近的区划名称，且中文中一般均翻译为“州”。俄罗斯高加索地区的联邦主体达吉斯坦共和国的区划名称在采兹语中称（wilayat），中文中译为“区”。自称为未受广泛承认的伊奇克里亞車臣共和國的继承者的高加索酋长国使用“vilayat”作为其行政区划的名称。奥斯曼帝国在19世纪下半叶曾进行行政区划改革将一级行政区划“省”（eyâlet）改为“州”（vilâyet），但现在土耳其的一级区划称“省”（il）。在伊朗，该词在非正式场合有使用。在巴基斯坦，该国的一级区划在乌尔都语中称“‎”（province），中文译为“省”，但对其他国家的区划，使用“Vilayat”。
| 国家或地区              | 区划名称            | 区划名称   | 区划级别 | 简介 |
| 国家或地区              | 当地名称 （罗马化） | 汉语翻译   | 区划级别 | 简介 |
| ----------------------- | ------------------- | ---------- | -------- | --- |
| 毛里塔尼亚              | ‎（wilayah）         | 省、地区   | 一级     | 毛里塔尼亚官方语言是阿拉伯语，其一级行政区划称“‎”（wilayah），参见毛里塔尼亚行政区划 |
| 苏丹                    | ‎（wilayah）         | 州         | 一级     | 苏丹官方语言是阿拉伯语，其一级行政区划称“‎”（wilayah），苏丹原行政区划称“‎”（Mudiriyah），中文翻译为“地区”或“省”，现在虽已不是行政区划，但作为分区概念仍使用。南苏丹官方语言为英语，其区划称“州”（state），但在阿拉伯语中也称“‎”（wilayah）。参见苏丹行政区划。                                           |
| 中国                    | ۋىلايىت‎（wilayit）  | 地区       | 二级     | 維吾爾語和烏孜別克語中對各省區地級行政區的稱呼，如新疆的阿克蘇地區在维吾尔语中为“ئاقسۇ ۋىلايىتى‎”（Aqsu Wilayiti）。 然而與之同義的州在維吾爾語中卻是俄語借詞「ئوبلاست‎」（oblast），如新疆克孜勒蘇柯爾克孜自治州在維吾爾語中爲「قىزىلسۇ قىرغىز ئاپتونوم ئوبلاستى‎」（Qizilsu Qirghiz Aptonom Oblasti）。 |
| 阿尔及利亚              | ‎（wilayah）         | 省         | 一级     | 参见阿尔及利亚行政区划 |
| 突尼西亞                | ‎（wilayah）         | 省         | 一级     | 参见突尼斯行政区划 |
| 阿曼                    | ‎（wilayah）         | 州         | 二级     | 阿曼的一级行政区划称“‎”（Muhafazah），中文译为“省”。参见阿曼行政区划 |
| 阿富汗                  | ‎（wilāyat）         | 省         | 一级     | 阿富汗一级行政区划在普什图语中称“‎”（wilāyat），在達利語中称“ولایت”（velâyat）。参见阿富汗行政区划 |
|                         | （viloyat）         | 州         | 一级     | 塔吉克斯坦的官方语言是塔吉克语和俄语，其一级行政区划在塔吉克语中称“”（viloyat），在俄语中称“”。参见塔吉克斯坦行政区划 |
|                         |                     | 州         | 一级     | 土库曼斯坦的官方语言是土库曼语，其一级行政区划在土库曼语中称“”。参见土库曼斯坦行政区划 |
|                         | viloyat             | 州         | 一级     | 参见乌兹别克斯坦行政区划 |
| 俄羅斯 · 达吉斯坦共和国 | （wilayat）         | 区         |          | 在俄罗斯的联邦主体达吉斯坦的区划在采兹语中称“”（wilayat），在俄语中称“”（rayon） |
|                         | wilaya              | 县         | 一级     | 肯尼亚在2013年撤销原来的一级行政区划“省”（mikoa、prcvince），并将原二级区划“区”（district）改称“县”（contry），区县在斯瓦希里语中称“wilaya”。 |
| 坦桑尼亚                | wilaya              | 县         | 二级     | 坦桑尼亚一级行政区划称“省”（mikoa、region），二级区划称“县”（district），县在斯瓦希里语中称“wilaya”。 |
| 马来西亚                | wilayah persekutuan | 联邦直辖区 | 一级     | 马来西亚的特殊区划“联邦直辖区”在马来语中称“wilayah persekutuan”，简称“wilayah”。另外该国的“东海岸经济区”在马来语中称“Wilayah Ekonomi Pantai Timur” |